# Ron Hardy
Ron Hardy (1958-1991) fue una figura clave en el desarrollo de la música house. Está considerado como uno de los creadores del género hacia principios de los años 80 en Chicago, gracias a su trabajo en el club Music Box como DJ.

## Carrera temprana
Hardy comenzó su carrera en 1974 en el club gay de Chicago Den One. Es uno de los primeros DJs en desarrollar una sesión "continua", mezclando con dos platos, una mesa de mezclas y un magnetófono de cinta. Con esta técnica conducía largas noches de música de baile basada fundamentalmente en sonidos negros. Hacia 1977, tras haber trabajado con el renombrado DJ Frankie Knuckles en el mítico club Warehouse, se trasladó a Los Ángeles. Hacia el final de 1982, cuando el Warehouse cerró y fue reabierto como Powerplant en otra localización, Hardy fue solicitado para tocar en la ubicación original del Warehouse, ahora rebautizado como "The Muzic Box". Desde este emplazamiento, Hardy competía en la noche de Chicago con su antiguo compañero Frankie Knuckles. Mientras que las noches de Hardy estaban más enfocadas al público gay y "uptown", Knuckles atraía a una audiencia más diversa.
El productor Chip E. introdujo a Hardy en el mundo de la producción musical hacia 1986, cuando ambos mezclaron "Donnie" de The It. 

## Últimos años
Se ha afirmado que como consecuencia de sus problemas de adicción a la heroína, Hardy tuvo que dejar el Music Box hacia 1986. Aunque siguió pinchando en la zona, no llegó a disfrutar del momento dorado de la escena cuando Chicago se convirtió en el epicentro del house. Ron Hardy murió en 1991.

## Estilo musical
Mientras que Frankie Knuckles tenía un estilo suave a la hora de pinchar, Hardy tocaba de un modo muy distinto. Tenía mucho menos cuidado por la calidad del sonido y pinchaba de un modo enérgico, casi maníaco a veces. En sus sesiones se podían oír muchos estilos de música diferentes, poniendo mucho disco (desde Philadelphia hasta italo disco), también new wave, e incluso temas de rock. 
En cuanto a su técnica, su uso del pitch era mucho más radical que el de Knuckles. Durante sus sesiones, Hardy utilizaba mucho el magnetófono para realizar edits en vivo. Al mismo tiempo, estaba siempre jugando con el equipo y la ecualización. Otras característica por la que era conocido era por tocar a veces un tema hacia atrás. Su música, además, se escuchaba en el club a un volumen muy alto.